# Писандар
Писандар је хеленски епски песник. Живео је у 7. веку п. н. е. на острву Родосу. Од њега су нам позната два епа: Хераклејида и Круг.
Од Хераклејиде су сачувани само кратки фрагменти. Не зна се ни тачан број поглавља, а претпоставке варијају од 2 до 12 поглавља. Сматра се да је у овом епу Херакле први пут приказан с лављом кожом и батином. Постојале су и сумње у ауторство, па је Хераклејида приписивана и Писину из Линда од кога ју је, наводно, Писандар узео и објавио под својим именом. Од савременика је овај еп био веома цењен и Писандар је, поред Хомера, Хесиода, Панијасида и Антимаха, био сврстан међу најбоље епске песнике.
У Кругу је Писандар изложио на песнички начин целокупно митолошко и епско градиво које се налази у кикличким епопејама.
Писандрови суграђани су на Родосу поставили споменик за који је Теокрит саставио натпис.